# Megaselia juli
Megaselia juli är en tvåvingeart som först beskrevs av Charles Thomas Brues 1908.  Megaselia juli ingår i släktet Megaselia och familjen puckelflugor. Inga underarter finns listade i Catalogue of Life.